# Bruno Maier
Bruno Maier (Capodistria, 1º dicembre 1922 – Trieste, 27 dicembre 2001) è stato un critico letterario italiano, noto per essere stato un profondo conoscitore di letteratura sia  rinascimentale che contemporanea. Era da molti considerato il massimo esperto dell'opera e della figura di Italo Svevo.

## La vita e l'opera

### Le prime pubblicazioni
Nato a Capodistria, appartenente all'epoca al Regno d'Italia, Bruno Maier frequenta il ginnasio Carlo Combi (ex ginnasio Giustinopolitano), dove prima di lui avevano studiato Gian Rinaldo Carli, Vittorio Italico Zupelli, Pier Antonio Quarantotti Gambini e altri istriani celebri. Terminati gli studi liceali (1940), si trasferisce a Trieste e si iscrive presso la locale Università, laureandosi in lettere nell'immediato secondo dopoguerra.
La sua prima pubblicazione di rilievo la dedica interamente alla figura di Cecco Angiolieri (La personalità e la poesia di Cecco Angiolieri, 1947), del quale si era già occupato per la tesi di laurea; seguirà un approfondito studio su Lorenzo de' Medici uscito due anni più tardi che riceverà una favorevole recensione nei Quaderni della Critica di Benedetto Croce. Negli anni cinquanta usciranno altri importanti volumi sugli autori rinascimentali italiani e in particolare su Benvenuto Cellini (Umanità e stile in Benvenuto Cellini scrittore, 1952) e Agnolo Poliziano (1956). Dopo essersi interessato all'Arcadia (Faustina Maratti Zappi, donna e rimatrice dell'Arcadia, 1954) e a Vittorio Alfieri (in due volumi usciti nel 1956 e 1957), tornerà, nella prima metà degli anni sessanta al cinquecento italiano con Baldassarre Castiglione e, nuovamente, con Cellini.

### La maturità
Nel 1965 gli viene offerta dall'Università di Trieste la cattedra di Lingua e letteratura italiana che ricoprirà per ben venticique anni, e cioè fino al 1990. Sarà sicuramente questo il periodo più fecondo della sua attività di critico letterario e saggista, perché, pur continuando ad interessarsi degli autori classici, ed estendendo anzi i suoi interessi fino a comprendere anche il neoclassicismo, rivolgerà la sua attenzione anche alla letteratura contemporanea della Venezia Giulia e del Friuli, ormai formanti un'unica realtà amministrativa.
Di questo periodo sono i saggi: La Letteratura triestina del novecento (1968), Saggi sulla letteratura triestina del novecento (1972), Dimensione Trieste, nuovi saggi sulla letteratura triestina (1987) e Il Gioco dell'alfabeto, nuovi saggi tristini, 1990. Bruno Maier è tra i primi a riconoscere il talento letterario di Carlo Sgorlon, uno fra i massimi autori italiani contemporanei, pubblicando recensioni e articoli sullo scrittore friulano fin dagli anni settanta del novecento. Nel 1985 gli dedicherà un importante saggio.

### Maier e Svevo
Bruno Maier inizia a interessarsi del massimo narratore triestino del Novecento, fin dagli anni di gioventù, pubblicando un interessante Profilo della critica su Svevo, 1892-1951 (1952), che non passa inosservato. Successivamente sarà quasi interamente assorbito dai suoi studi sul Rinascimento italiano e solo sette anni più tardi dedicherà a Svevo un Profilo di Italo Svevo (1959), molto bene accolto dalla critica del tempo. Negli anni sessanta è la volta di Italo Svevo (1968) che oltre ad ottenere l'unanime riconoscimento degli studiosi riscuote anche un grande successo di pubblico. Ne verranno infatti stampate, vivo l'autore, ben sei edizioni. Ancor oggi questo testo è alla base per qualsiasi approfondimento si voglia fare sul celebre narratore. L'archivio di Svevo, con il prezioso carteggio e gli appunti inediti viene aperto a Maier dagli eredi dello scrittore. Ne uscirà un volume prezioso: Iconografia sveviana (1981), steso con la collaborazione personale di Letizia Svevo Fonda Savio, figlia del grande triestino e contenente scritti inediti, appunti intimi e foto di eccezionale interesse storico e umano.

### Gli scritti degli anni novanta
Bruno Maier continua a scrivere anche dopo aver abbandonato la docenza (1990) e aver accettato, su insistenza di alcuni amici, la Presidenza dell'Università Popolare di Trieste. Continua ad occuparsi di letteratura italiana classica (Da Dante a Croce, 1992) di Italo Svevo (Italo Svevo, una burla riuscita, 1993), di letteratura triestina contemporanea (in collaborazione, fra gli altri, con Silvio Benco, Aurelia Gruber Benco, Oliviero Honoré Bianchi, Luciano Budrigna provvederà alla stesura di Trieste nella cultura italiana del novecento, 1998). Nel 1994 scriverà anche un romanzo, L'Assente, ridotto quattro anni più tardi in pièce di teatro con grande successo di pubblico (dopo essere stata rappresentata in Italia, sarà tradotta in croato e portata a Zagabria e a Fiume). L'assente, narrazione con chiare connotazioni autobiografiche, verrà giudicato da un noto storico della letteratura un «Libro pieno di un'acuta analisi dell'alienazione da letteratura di una certa tipologia di intellettuale».
Il romanzo "L'Assente" è stato ridotto per il teatro dai registi Nino Mangano e Francesco Macedonio e diretto da quest'ultimo per la messa in scena del 1998, a cura del Dramma Italiano di Fiume, diretto da Sandro Damiani in collaborazione con la Compagnia della Contrada di Trieste, diretta dal compianto attore Orazio Bobbio, protagonista dello spettacolo.

### L'Istria lontana
Negli ultimi anni della sua vita il grande critico amerà anche dedicarsi alla sua Istria natale e lo farà con un saggio, La letteratura italiana dell'Istria dalle origini al novecento (1996) e con una serie di articoli scritti per riviste storiche o letterarie, fra cui La Letteratura in Istria fra ottocento e novecento e la poesia in vernacolo capodistriano di Tino Gavardo, apparso in Quaderni veneti nel 1993 e Letteratura e cultura in Istria nel novecento pubblicato nel 1996-1997 sugli Annali del museo storico italiano della guerra di Rovereto. Molte notizie sulla civiltà letteraria istriana e sugli autori istriani del novecento sono anche contenute in La Letteratura italiana nel dopoguerra al di qua e al di là del confine orientale (1993), contenente articoli di Bruno Maier e di altri autori.

### Morte
Maier morì a Trieste nel dicembre del 2001, all'età di settantanove anni.

## Opere principali

### Studi
- La personalità e la poesia di Cecco Angiolieri, Bologna, Cappelli, 1947
- Lettura critica del "Corinto" di Lorenzo de' Medici, Trieste, Zigiotti, 1949
- Problemi ed esperienze di critica letteraria, Siena, Maia, 1950
- Profilo della critica su Svevo 1892-1951, Trieste, Università di Trieste, 1952
- Umanità e stile di Benvenuto Cellini scrittore, Milano, Trevisini, 1952
- Faustina Maratti Zappi donna e rimatrice d'Arcadia, Roma, L'Orlando, 1954
- Agnolo Poliziano, Milano, Marzorati, 1956
- Vittorio Alfieri, Milano, Marzorati, 1956; Palumbo 1973
- Introduzione a Svevo, Milano, Dall'Oglio, 1959
- Baldesar Castiglione, Milano, Marzorati, 1961
- Benvenuto Cellini, Milano, Marzorati, 1961
- Il Canto XXIV dell'Inferno, Firenze, Le Monnier, 1962
- Il neoclassicismo, storia e antologia della critica, Palermo, Palumbo, 1964, 19702
- La critica di Giuseppe Citanna, Udine, Del Bianco, 1965
- Motivi e caratteri dell'"Epistolario" di Italo Svevo, Udine: Del Bianco, 1967
- Introduzione a Svevo, Milano, Mursia, 1968, 19713
- La letteratura triestina del '900, Trieste, Lint, 1969; poi Saggi sulla letteratura triestina del novecento, Milano, Mursia, 1972
- Rimatori d'Arcadia: Giambattista Felice Zappi, Faustina Maratti Zappi, Eustachio Manfredi, Carlo Innocenzo Frugoni, Udine, Del Bianco, 1972
- Virgilio Giotti, Milano, Marzorati, 1975
- Antonio Gramsci (scritto con Paolo Semama), Firenze, Le Monnier, 1978
- Il realismo letterario di Lorenzo de' Medici, Palermo, Palumbo, 1980
- Iconografia sveviana (con Letizia Svevo Fonda Savio), Pordenone, Studio Tesi, 1981
- Carlo Sgorlon, Firenze, Il Castoro, 1985
- Il gioco dell'alfabeto. Nuovi saggi triestini, Gorizia, Ed. dall'Istituto Giuliano di cultura, storia e documentazione, 1990
- Umberto Saba: poesia e teatro, Modena, Mucchi, 1991
- Da Dante a Croce: saggi di letteratura italiana, Milano, Mursia, 1992
- L'assente (romanzo), Pordenone, Studio Tesi, 1994
- La letteratura italiana dell'Istria dalle origini al novecento, Trieste, Istituto Italo Svevo, 1996
- Università popolare di Trieste, 1899-1999: cent'anni di impegno nella tutela e promozione della cultura italiana a Trieste e la sua provincia, in Istria, Fiume e Dalmazia, Trieste, Lloyd, 2000
- Compositori di vita, Trieste, Hammerle, 2002

### Curatele
- Baldesar Castiglione, Il libro del Cortegiano con una scelta delle opere minori, Torino, Utet, 1955, 19642, 19813
- Lirici del Settecento, Milano-Napoli, Ricciardi, 1959
- Umberto Cosmo, Vita di Dante, Firenze, La nuova Italia, 1962
- Benvenuto Cellini, La vita, Novara, De Agostini, 1962
- Umberto Cosmo, Guida a Dante, Firenze, La nuova Italia, 1963
- Torquato Tasso, Opere, 5 voll., Milano, Rizzoli, 1963-1964
- Umberto Cosmo, L'ultima ascesa: introduzione alla lettura del "Paradiso", Firenze, La nuova Italia, 1965
- Giovanni Boccaccio, Trattatello in laude di Dante, Milano, Rizzoli, 1965
- Giovanni Boccaccio, Opere, Bologna, Zanichelli, 1967
- Benvenuto Cellini, Opere, Milano, Rizzoli, 1968
- Giuseppe Parini, Il giorno, Le odi, Dialogo sopra la nobiltà, Novara, De Agostini, 1968
- Angelo Poliziano, Stanze per la giostra, Orfeo, Rime, Novara, De Agostini, 1969
- Lorenzo de' Medici, Opere scelte, Novara, De Agostini, 1969
- Giuseppe Baretti, Opere scelte, Torino, Utet, 1972
- Giovanni Battista Felice Zappi, Poesie, Napoli, Rossi, 1972
- Umberto Cosmo, Con Dante attraverso il Seicento, Firenze, La nuova Italia, 1973
- Caterina Percoto, Novelle, Bologna, Cappelli, 1974
- Elio Schmitz, Una congiura a palazzo e altri scritti, Roma, Bulzoni, 1978
- Giovanni Della Casa, Galateo, ovvero De' costumi, Milano, Mursia, 1980
- Alessandro Guidi, Poesie approvate, Ravenna, Longo, 1981
- Torquato Tasso, Gerusalemme liberata, 2 voll., Milano, BUR, 1982 (già De Agostini, 1968)
- Italo Svevo, Opere, 4 voll., Pordenone, Studio Tesi, 1985-87 (ed. precedenti sparse tra Dall'Oglio e Mursia)
- Novelle italiane del Cinquecento, Novara, De Agostini, 1987
- Tino Gavardo, Fora del semena: rime vernacole, Trieste, Ist. Italo Svevo, 1989
- Vittorio Alfieri, Filippo, Milano, Garzanti, 1990
- Giani Stuparich, Ritorneranno, Milano, Garzanti, 1991
- Vittorio Alfieri, Saul, Milano, Garzanti, 1992
- Vittorio Alfieri, Mirra, Milano, Garzanti, 1993
- Ettore Cantoni, Quasi una fantasia, Palermo, Sellerio, 1994
- Aurelia Gruber Benco, Racconti, una storiella, due raccontini, Trieste, Società di Minerva, 1997